# L. J. K. Setright
Leonard John Kensell Setright (* 10. August 1931 in London, Großbritannien; † 7. September 2005 ebenda) war ein britischer Journalist, der als L. J. K. Setright in Büchern und Zeitschriftenbeiträgen vor allem über Automobile, Motorräder und Musik schrieb. Durch seine technisch präzisen, stilistisch aber sehr ausschweifenden Artikel erhielt Setright in Großbritannien und den USA Kultstatus. Ein Nachruf bezeichnete ihn als den „Doyen des britischen Automobiljournalismus.“

## Biografie
Leonard Setright wurde in London geboren. Seine Eltern waren australische Einwanderer jüdischen Glaubens. Setrights Vater Henry Setright war ein Ingenieur, der unter anderem einen Fahrscheinautomaten für Busse und Straßenbahnen konstruiert hatte (Setright Ticket Machine). Nach der Schulausbildung im Londoner Stadtteil Winchmore Hill und im Anschluss an den Militärdienst, den er nach dem Zweiten Weltkrieg bei der Royal Air Force ableistete, studierte er Rechtswissenschaften an der Universität London. Seit 1955 arbeitete Setright einige Jahre als Jurist in der britischen Hauptstadt, verabscheute aber den Beruf. 1960 wurde Setright freiberuflicher Journalist. Ungeachtet einer fehlenden technischen Ausbildung schrieb er bevorzugt über technische Themen, unter anderem für das Magazin Machine Age. Die notwendigen Kenntnisse erwarb er autodidaktisch. Ab 1965 war er Mitarbeiter der Public-Relations-Abteilung des Reifenherstellers Firestone; eine Quelle berichtet, dass er dabei auf die Entwicklung von Gürtelreifen Einfluss genommen habe. Ab 1970 war Setright hauptberuflich als Journalist und Autor tätig.
Setright war ein Autoliebhaber. Eine besondere Vorliebe entwickelte er für den Kleinstserienhersteller Bristol Cars. Wegen der angeblich fortschrittlichen konstruktiven Elemente schätzte Setright außerdem die Marke Honda; er fuhr lange Jahre ein Prelude Coupé.
Setright galt als Exzentriker. In der Öffentlichkeit trug er auffällige maßgeschneiderte Anzüge, ein Monokel, einen Spazierstock und einen langen Bart.
Setright war zweimal verheiratet. Seine erste Ehefrau, eine Opernsängerin, fuhr 1980 in einem Bristol nach Schottland und beging dort Selbstmord. Setright zog daraufhin vorübergehend in eine Lubawitsch-Gemeinde in Texas, wo er seinen jüdischen Glauben wiedergewann und vertiefte. In den letzten Jahren galt Setright als ein Experte im Schächten.
Setright, der über Jahrzehnte ein starker Raucher gewesen war, starb 2005 im Londoner Stadtteil Surbiton an den Folgen einer Lungenkrebserkrankung.

## Automobiljournalist
Ab 1970 war Setright Autor und Fahrzeugtester des Fachmagazins Car. Er arbeitete 33 Jahre lang für das Magazin und wurde zu seinem „profiliertesten Autor“. In den letzten Jahren schrieb er für Autocar. Seine Beiträge wurden vielfach von anderen Magazinen übernommen. Zudem verfasste Setright zahlreiche Bücher zum Thema Auto und Motorrad.
Setright war erklärtermaßen parteiisch. Er galt als Journalist, „der zu allem eine Meinung hatte und sich nicht scheute, die Wahrheit zu propagieren, so wie er sie wahrnahm.“ Zu seinen bevorzugten Marken gehörte Bristol. Er war einer von wenigen Journalisten, denen der pressekritische Bristol-Inhaber Tony Crook vertraute und die bis in die 1990er-Jahre hinein regelmäßig Gelegenheit zu Testfahrten erhielten. So war Setright vielfach der erste Journalist, der neue Bristol-Modelle in der Presse vorstellen durfte. Dieses Privileg behielt er bis zur letzten Neuentwicklung, dem Fighter. 1974 und 1998 gab er Monografien der Marke Bristol heraus, die inzwischen antiquarisch Pfund-Preise in vierstelliger Höhe erreichen. In seinen Zeitschriftenbeiträgen entzog er die eigenwilligen, technisch veralteten und kaum noch nachgefragten Fahrzeuge Bristols mit dem Hinweis auf Traditionen jeder Kritik:

Tradition is a responsibility, not a privilege. The longer a tradition can be kept up, the more justifiable is its continuance.

„Tradition bedeutet Verantwortung, nicht Privileg. Je länger eine Tradition aufrecht erhalten werden kann, desto mehr ist ihr Fortbestehen zu rechtfertigen.“

Im Gegensatz dazu stand er AC Cars distanziert gegenüber. Den AC 289 Sports etwa, eine späte Cobra-Variante für den europäischen Markt, hielt er für ein „durch und durch schlechtes Auto,“ gab aber offen zu, dass er wohl der einzige sei, der das so sehe.

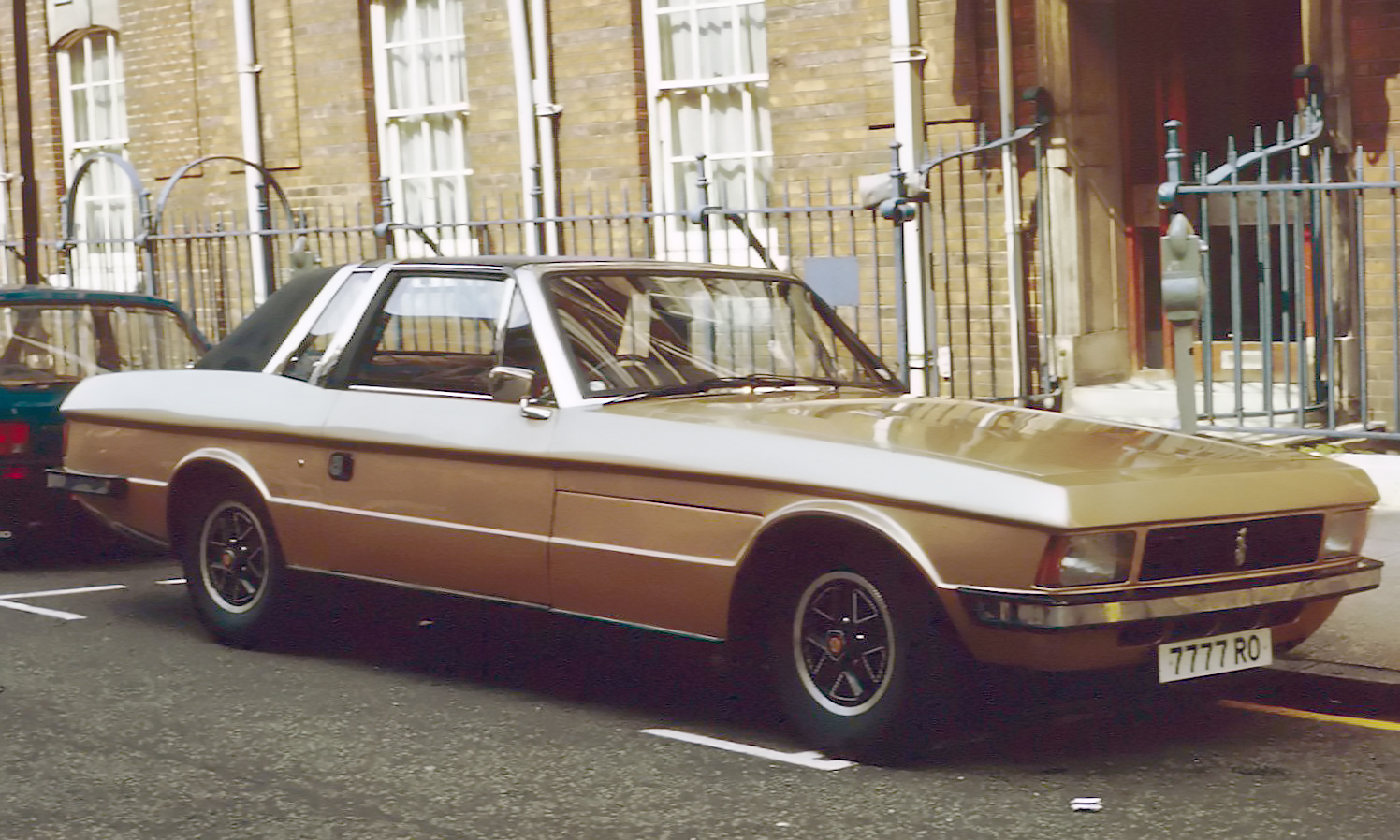
Laut Setright „immer eine Lady:“ Bristol 412

Setrights Artikel waren stilistisch außergewöhnlich. Er schrieb lyrisch, manieriert und „trug gerne sehr dick auf“. Auch in Artikel über aktuelle Modelle zeitgenössischer Hersteller ließ er Anmerkungen mit Bezügen zu klassischer Philosophie, hebräischen Sagen und Texten von Rudyard Kipling einfließen. Gelegentlich verfolgte er auch skurrile Ansätze. Einen Testbericht über einen Citroën fasste er vollständig in Versform ab. Ein anderer Beitrag war komplett in Latein geschrieben; die Übersetzung lieferte er in einer späteren Ausgabe nach. Den Bristol 412, den er besonders schätzte, hielt er für

a car that is always a lady …, retaining her manners where another might be revealed as a bitch.

„ein Auto, das immer eine Lady ist …, die ihre Manieren auch in Situationen bewahrt, in denen sich andere als Schlampe erweisen.“

## Musik
1957 gründete Setright in London einen Chor. Außerdem spielte er Klarinette. Zeitweise schrieb er technikbezogene Artikel für Fachmagazine wie Hi-Fi World.